# Bahirgram
Bahirgram è una suddivisione dell'India, classificata come census town, di 8.288 abitanti, situata nel distretto di Midnapore Ovest, nello stato federato del Bengala Occidentale. In base al numero di abitanti la città rientra nella classe V (da 5.000 a 9.999 persone).

## Geografia fisica
La città è situata a 22° 24' 07 N e 86° 53' 02 E.

## Società

### Evoluzione demografica
Al censimento del 2001 la popolazione di Bahirgram assommava a 8.288 persone, delle quali 4.191 maschi e 4.097 femmine. I bambini di età inferiore o uguale ai sei anni assommavano a 1.161, dei quali 569 maschi e 592 femmine. Infine, coloro che erano in grado di saper almeno leggere e scrivere erano 5.204, dei quali 2.935 maschi e 2.269 femmine.